# Didier Guillaume
Pour les articles homonymes, voir Guillaume.
Didier Guillaume, né le 11 mai 1959 à Bourg-de-Péage (Drôme) et mort le 17 janvier 2025 à Nice (Alpes-Maritimes), est un homme politique français, ministre d'État de Monaco du 2 septembre 2024 à sa mort.
Sénateur de la Drôme entre 2008 et 2020, il préside le groupe socialiste au Sénat de 2014 à 2018. Après avoir annoncé son retrait de la vie politique puis s'être ravisé, il rejoint le groupe du Rassemblement démocratique et social européen (RDSE) au Sénat.
Sous la présidence d'Emmanuel Macron, il est ministre de l'Agriculture et de l'Alimentation dans le second gouvernement d'Édouard Philippe entre 2018 et 2020.
Le 10 juin 2024, il est désigné par le prince Albert II pour présider le Conseil de gouvernement de Monaco.

## Biographie

### Famille et formation
Fils d'un éleveur de brebis de la Drôme, Didier Guillaume est agent du Trésor public de profession.
En 2024, il épouse Béatrice Frecenon, son ancienne directrice de cabinet ministériel.

### Premiers mandats politiques
Responsable départemental du Mouvement des jeunes socialistes, Didier Guillaume est coprésident du comité de soutien drômois à François Mitterrand lors de l'élection présidentielle de 1981. En 1983, il est élu pour la première fois, comme conseiller municipal d'opposition de Bourg-de-Péage, dont le maire est alors Henri Durand. Premier secrétaire fédéral de la Drôme pour le Parti socialiste de 1986 à 1997, il est élu conseiller régional de Rhône-Alpes en 1992, mandat qu'il occupe jusqu'en 1998.
Initialement agent du Trésor public, il est ensuite directeur de cabinet de Rodolphe Pesce, président du conseil général (1990-1992), puis conseiller politique de Jean Glavany au ministère de l'Agriculture et de la Pêche (1998-2002). En 1995, il gagne les élections municipales de Bourg-de-Péage, devenant ainsi le premier maire de gauche de cette commune traditionnellement acquise à la droite depuis Charles Combe, de la SFIO, dont le mandat s'était achevé en 1949.
En 1998, il est élu conseiller général de la Drôme dans le canton de Bourg-de-Péage, le plus peuplé du département. Réélu conseiller général du canton de Bourg-de-Péage en 2004, il devient président du conseil général de la Drôme. Il démissionne alors de son poste de maire pour devenir premier adjoint chargé des finances (afin de respecter la loi sur le cumul des mandats) de Jean-Félix Pupel, nouveau maire. De 2001 à 2004, il est président de l'association des maires de la Drôme.
Il entre au bureau de l'Assemblée des départements de France (ADF) et est, à partir de 2004, chargé des affaires internationales et de la coopération décentralisée. À la suite des élections cantonales de 2008, il est réélu président du conseil général de la Drôme par 26 voix sur 36[réf. souhaitée].

### Sénateur

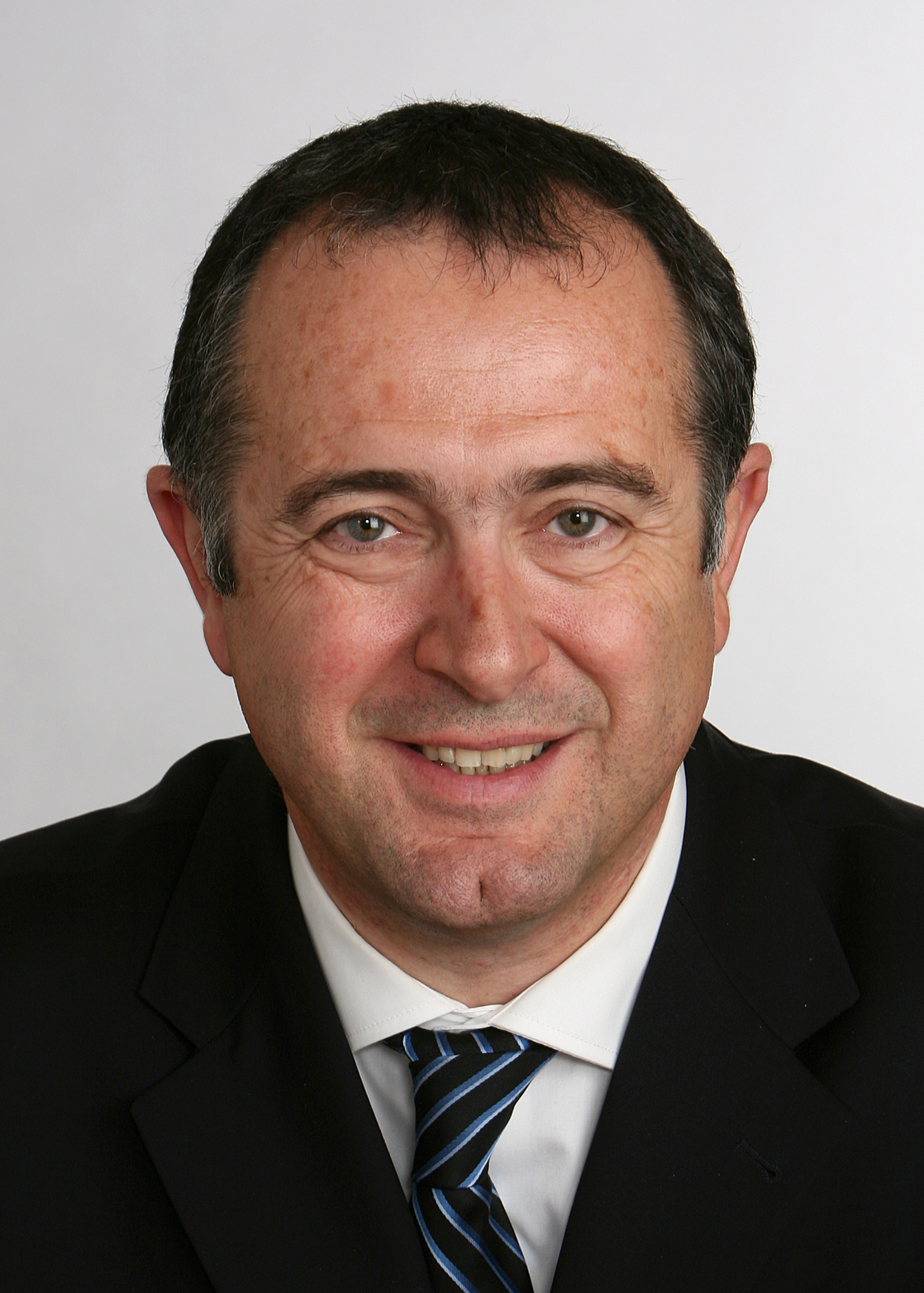
Didier Guillaume en 2008.

Le 21 septembre 2008, Didier Guillaume est élu sénateur dans le département de la Drôme au premier tour. Il est membre de la Commission de l'économie, du développement durable et de l'aménagement du territoire. Il est vice-président du groupe socialiste au Sénat de septembre 2008 à octobre 2011. Il est premier vice-président du Sénat du 5 octobre 2011 jusqu'à son élection à la tête du groupe socialiste et apparentés (SOC) du Sénat le 15 avril 2014. Il succède à cette présidence à François Rebsamen, devenu ministre du Travail dans le gouvernement Valls.
Lors des élections sénatoriales de 2014 il est réélu avec 39,46 % des voix. Il est ensuite candidat à la présidence du Sénat pour le groupe socialiste, il obtient 124 voix au deuxième tour et est donc battu par Gérard Larcher avec 194 voix. Il est cependant réélu largement président du groupe SOC au Sénat.
Le 5 janvier 2015, il annonce qu’il ne se représentera pas aux élections départementales qui ont lieu la même année, abandonnant ainsi le siège de président du conseil général de la Drôme qu’il occupait depuis 2004.
Il se montre « terriblement déçu » par François Hollande, qui ne l’a jamais nommé ministre et à qui il reproche de « ne décider rien ».
Didier Guillaume est directeur de campagne de Manuel Valls pour la primaire citoyenne de 2017.
En 2017, candidat à sa réélection à la présidence du groupe socialiste au Sénat, il est réélu avec deux voix d'avance, face à Laurence Rossignol et à Martial Bourquin par 36 voix sur 70, plusieurs sénateurs socialistes lui ayant reproché une trop grande proximité avec Emmanuel Macron. Le 2 octobre 2017, candidat à la présidence du Sénat, il est de nouveau battu par Gérard Larcher.
En janvier 2018, il annonce son intention de quitter prochainement ses mandats politiques. Il démissionne alors de la présidence du groupe socialiste. Le 9 mai 2018, alors qu'il avait été proposé par Bernard Laporte, il renonce à prendre la direction du groupement d'intérêt public de la coupe du monde de rugby à XV 2023 en France. Il revient finalement sur sa décision de se retirer de la vie politique et rejoint, le 22 mai 2018, le groupe RDSE.

### Ministre de l'Agriculture et de l'Alimentation
Le 16 octobre 2018, Didier Guillaume est nommé ministre de l'Agriculture et de l'Alimentation du gouvernement Philippe II. Quelques jours plus tard, répondant à une question sur les conséquences sanitaires des pesticides, il demande aux scientifiques des preuves avant d'envisager leur retrait, alors que la loi dispose qu'il est au producteur du pesticide de prouver son innocuité pour obtenir l'autorisation de commercialisation.
Alors que son prédécesseur Stéphane Travert était accusé par ses détracteurs d'être lié aux lobbys agro-alimentaires, Didier Guillaume déclare lors de son arrivée au ministère : « Moi, ministre de l'Agriculture, les lobbys ne pourront pas franchir la porte de mon ministère ». Quelques jours plus tard, il nuance cependant sa position : « Je n'ai pas voulu dire que je ne recevrai pas de lobbys, mais seulement que je prendrai mes décisions en toute indépendance ».
Le 14 août 2019, il assiste avec la ministre de la Cohésion des territoires, Jacqueline Gourault, à une corrida à Bayonne, provoquant la colère des associations de défense des animaux,.
Didier Guillaume déclare son opposition à l'instauration de zones sans pesticides dans un rayon de 150 mètres autour de toute habitation que réclament certains maires de communes et associations.
Il se « parachute » à Biarritz pour les élections municipales de 2020 face au secrétaire d'État Jean-Baptiste Lemoyne. À la demande du président de la République, ils retirent tous deux leur candidature en janvier 2020 afin de mettre fin à la situation conflictuelle créée par les candidatures rivales de ces deux membres du gouvernement.

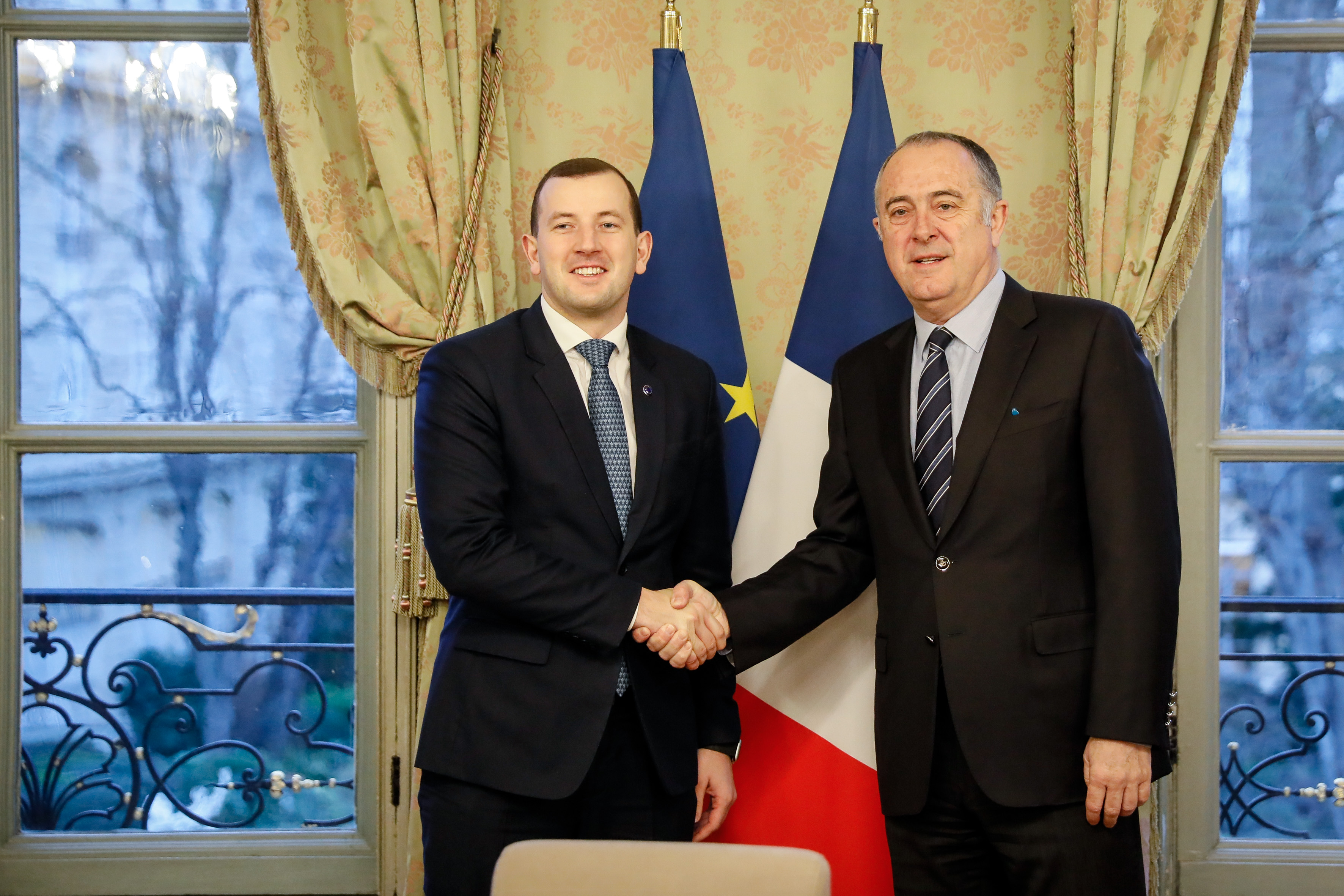
Didier Guillaume (à droite) en 2020 avec Virginijus Sinkevičius, Commissaire européen chargé de l'Environnement et des Océans.

Lors de la pandémie de Covid-19, le 24 mars 2020, il exhorte les Français disponibles à rejoindre « la grande armée de l'agriculture », pour aider « celles et ceux qui vont nous permettre de nous nourrir de façon propre, saine, durable ». Le 25 mars, 50 000 volontaires s'étaient déjà manifestés pour venir aider les agriculteurs.
Il assure le suivi de la loi Egalim pour « l’équilibre des relations commerciales dans le secteur agricole et une alimentation saine et durable ». Mais il lui est souvent reproché une trop grande proximité avec la FNSEA.
Le 6 juillet 2020, il est remplacé dans ses fonctions ministérielles par Julien Denormandie. Il redevient sénateur le 7 août 2020 mais démissionne de ce mandat le jour-même pour laisser sa place à son successeur Bernard Buis qui occupe déjà le mandat,,.
En février 2021, il est candidat pour intégrer le comité directeur de la Ligue nationale de rugby, dont l'élection est prévue le 23 mars. Il n'exclut pas de présenter sa candidature pour la présidence si de nombreux clubs le sollicitent. Il est finalement élu au comité directeur et René Bouscatel en est élu président. Didier Guillaume est nommé conseiller du président sur les affaires publiques.

### Ministre d'État de Monaco
Le 10 juin 2024, Didier Guillaume est désigné par le prince Albert II pour être le nouveau ministre d'État de Monaco,. Il entre en fonction le 2 septembre 2024, succédant à Pierre Dartout à la tête du Conseil de gouvernement de la principauté.

### Maladie et mort
Le Palais princier annonce dans un communiqué du 10 janvier 2025 que Didier Guillaume doit être hospitalisé et suivre un traitement médical qui l'empêche d’exercer ses fonctions. Le prince Albert II désigne alors Isabelle Berro-Amadeï, conseillère de gouvernement pour les Relations extérieures et la Coopération, pour assurer l’intérim.
Didier Guillaume meurt le 17 janvier 2025 en début d’après-midi au centre hospitalier universitaire de Nice, des suites d'une maladie fulgurante. Il est le premier chef de gouvernement monégasque à mourir en fonction.
Albert II salue les « qualités humaines » et « l'engagement remarquable » de Didier Guillaume envers la principauté. Une journée de deuil national est décrétée à Monaco par le prince souverain, à l'occasion de ses futures obsèques. Plusieurs personnalités politiques françaises saluent l'homme d'État et l'élu local qu'il était, parmi lesquelles François Bayrou, Yaël Braun-Pivet, Gérard Larcher, Sébastien Lecornu et Gérald Darmanin. Emmanuel Macron déclare perdre un « ami ».
Les funérailles de Didier Guillaume se déroulent à la cathédrale Notre-Dame-Immaculée de Monaco, le 23 janvier 2025. Il est inhumé à Claveyson (Drôme), aux côtés de ses parents.

## Détail des mandats et fonctions
- Conseiller régional de Rhône-Alpes (1992-1998)
- Maire de Bourg-de-Péage (1995-2004)
- Conseiller général de la Drôme, élu dans le canton de Bourg-de-Péage (1998-2015)
- Président du conseil général de la Drôme (2004-2015)
- Sénateur de la Drôme (2008-2018, 2020)
- Président du groupe socialiste au Sénat (2014-2018)
- Ministre de l'Agriculture et de l’Alimentation (2018-2020)
- Ministre d'État de Monaco (2024-2025)

## Distinctions
- Officier de la Légion d'honneur depuis le 31 décembre 2020[38].
- Commandeur de l'ordre du Mérite agricole, ex officio en tant que ministre de l'Agriculture (2018)[39].
- Commandeur de l'ordre du Mérite maritime, ex officio en tant que ministre chargé de la pêche[40].
- Commandeur de l'ordre de Saint-Charles à titre posthume (22 janvier 2025)[41].